# Li Jiayi
Li Jiayi (chinesisch 李家義 / 李家义, Pinyin Lǐ Jiāyì; * 8. Januar 1994) ist eine chinesische Tischtennisspielerin. Bei der Jugend-Asienmeisterschaft 2012 gewann sie eine Bronzemedaille im Einzel.

## Werdegang
Li Jiayi trat 2010 erstmals international in Erscheinung. Bei den Japan Open zog sie mit Sheng Dandan im Doppel ins Achtelfinale ein. 2012 kam sie bei der Jugend-Asienmeisterschaft ins Halbfinale und gewann somit eine Bronzemedaille. In der Vorschlussrunde scheiterte sie an Zhu Yuling. Im Jahr 2013 holte Li zum ersten Mal auf der World Tour eine Medaille, nämlich im U-21-Wettbewerb bei den Korea Open. Im Finale schlug sie Cheng I-ching. Zwei Medaillen, eine im Einzel und eine im Doppel, holte sie bei den Hungarian Open 2017. Mit Chen Xingtong sicherte sie sich Gold, im Einzel musste sie sich im Halbfinale Wen Jia beugen. Im Februar 2017 erreichte sie zudem mit Platz 71 ihre bisher höchste Platzierung in der ITTF-Weltrangliste. 2019 gelang Li Jiayi bei den Bulgaria Open im Doppel der Einzug ins Halbfinale. Die Canada Open beendete sie mit Silbermedaillengewinn der Doppelkonkurrenz.

## Turnierergebnisse
| Verband | Veranstaltung                        | Jahr | Ort       | Land | Einzel        | Doppel        | Mixed     | Team | U-21  |
| ------- | ------------------------------------ | ---- | --------- | ---- | ------------- | ------------- | --------- | ---- | ----- |
| CHN     | Challenge Series                     | 2019 | Markham   | CAN  | Viertelfinale | Silber        | letzte 16 |      |       |
| CHN     | World Tour                           | 2019 | Geelong   | AUS  | Viertelfinale |               |           |      |       |
| CHN     | World Tour                           | 2019 | Panagj.   | BUL  | letzte 128    | Halbfinale    |           |      |       |
| CHN     | World Tour                           | 2019 | Olmütz    | CZE  | letzte 32     |               |           |      |       |
| CHN     | World Tour                           | 2018 | Bremen    | GER  | letzte 32     |               |           |      |       |
| CHN     | World Tour                           | 2018 | Hongkong  | HKG  | letzte 64     |               |           |      |       |
| CHN     | World Tour                           | 2018 | Daejeon   | KOR  | letzte 32     |               |           |      |       |
| CHN     | World Tour                           | 2018 | Geelong   | AUS  | letzte 32     | Viertelfinale |           |      |       |
| CHN     | World Tour                           | 2017 | Budapest  | HUN  | Halbfinale    | Gold          |           |      |       |
| CHN     | World Tour                           | 2017 | Stockholm | SWE  | letzte 32     |               |           |      |       |
| CHN     | World Tour                           | 2013 | Incheon   | KOR  | letzte 32     | letzte 16     |           |      | Gold  |
| CHN     | Pro Tour                             | 2010 | Kōbe      | JPN  | Qual.         | letzte 16     |           |      | Qual. |
| CHN     | Jugend-Asienmeisterschaft (Junioren) | 2012 | Jiangyin  | CHN  | Halbfinale    |               |           |      |       |